# Harry Wu
Pour les articles homonymes, voir Wu.

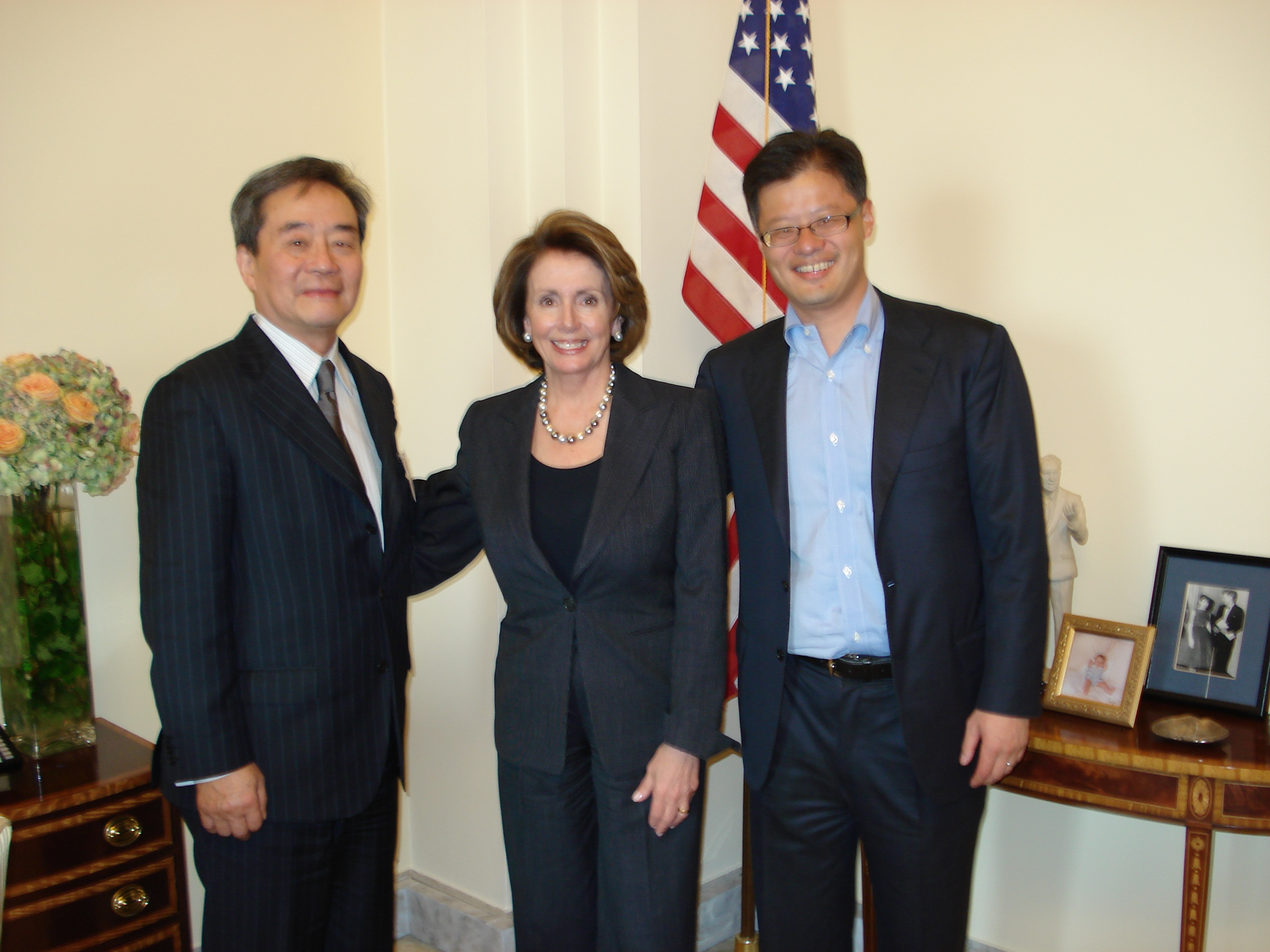
Jerry Yang (à droite) rend visite le 3 avril 2008 à Nancy Pelosi (au milieu) pour solliciter un soutien dans la libération de dissidents chinois emprisonnés. Il est accompagné de Harry Wu (à gauche) qui administre le « Yahoo! Human Rights Fund ».

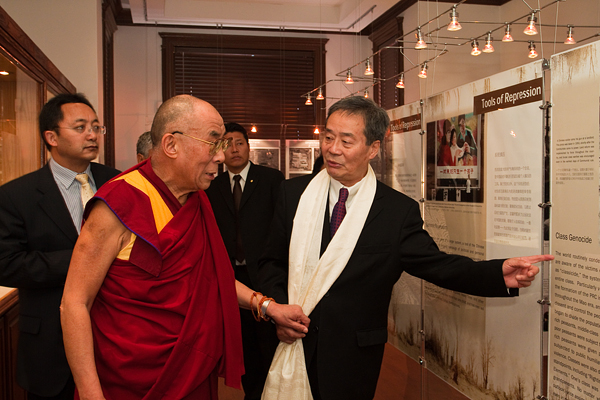
Harry Wu fait visiter le Laogai Museum de la Laogai Research Foundation au dalaï-lama en octobre 2009.

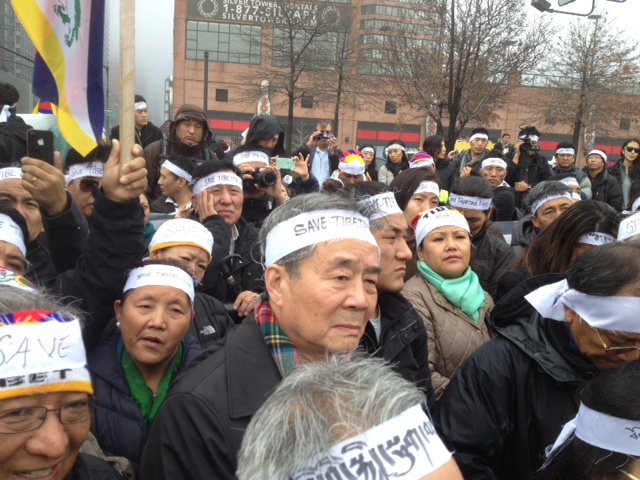
Harry Wu se joint aux Tibétains le 10 décembre 2012, pour la journée internationale des droits de l'homme.

Harry Wu (de son nom chinois Wu Hongda) est un dissident et détenu chinois catholique, né le 8 février 1937 à Shanghai et mort le 26 avril 2016 au Honduras.
Étiqueté comme « droitier contre-révolutionnaire », il a  passé dix-neuf ans, de 1960 à 1979, dans le laogaï, ensemble de colonies pénitentiaires instauré sous Mao Zedong. Libéré et réhabilité politiquement, il obtient un poste d'enseignant à l'université de géoscience à Wuhan puis est invité comme chercheur-enseignant par l'université de Californie à Berkeley (San Francisco), de 1985 à 1987. Recruté ensuite comme chercheur par l'Institut Hoover, une boîte à idées conservatrice de l'université Stanford, il fonde en 1992 la Laogai Research Foundation, dont il est le directeur. Il est naturalisé américain en 1994. Auteur de plusieurs livres dont Vents amers, il crée aussi le musée du laogaï à Washington en 2008 et dénonce les violations des droits de l'homme en Chine comme le prélèvement forcé d'organes.

## Biographie

### Enfance
Honda Wu est né à Shanghaï au sein d'une famille de huit enfants de la haute bourgeoisie catholique vivant dans la concession française. Son père est banquier et sa mère est issue d'une famille aisée. Il est élève chez les jésuites, à l'école catholique Saint-François. Petit garçon choyé, il joue au baseball, parle l'anglais à l'école et le chinois à la maison. À  l'issue du secondaire, il entreprend, en 1955, des études de géologie à Pékin,,,.
Harry Wu se remémore ainsi ses jeunes années : « Ma jeunesse fut faite de paix et de plaisir. Puis, en 1949, vint la révolution communiste, dirigée par Mao Zedong. Ma vie a changé de façon spectaculaire. Pendant mon adolescence, mon père a perdu toutes ses propriétés. Nous avons eu des problèmes d'argent. Le gouvernement a repris l'ensemble des biens dans le pays ... »

### Arrestation et détention (1960-1979)
En 1957, Harry Wu participe à la campagne des Cent Fleurs, mouvement lancé par Mao Zedong. Il critique à cette occasion, lors de la réunion d'une organisation étudiante, la politique du Parti communiste chinois et l'invasion de la Hongrie lors de l'insurrection de Budapest par l’Union soviétique. Il sera alors considéré comme un « contre-révolutionnaire de droite » et surveillé en permanence. En dernière année de licence à l'université des géosciences de Chine, il est incarcéré le 27 avril 1960 dans un camp du laogaï, à cause, selon ses dires, de ses « origines bourgeoises » et pour avoir critiqué l’invasion de la Hongrie, alors alliée de la Chine. Harry Wu est étiqueté comme « droitier contre-révolutionnaire ». Les membres de sa famille et ses amis sont contraints à le dénoncer comme « contre-révolutionnaire ». Sa mère, qui a refusé de le faire, se suicide.
Pour survivre dans le laogai, Harry Wu rapporte qu'il « ment, vole de la nourriture, se nourrit de rats... ». « Je suis devenu une bête », dit-il, « car à moins d'être une bête, on ne peut survivre ». Il ne peut plus pratiquer sa religion. Il conserve le livre Les Misérables de Victor Hugo qu'il réussit à cacher et qui le ramène à l'humanité. Un gardien le surprend et lui casse le bras pour cette lecture interdite d'un « livre bourgeois ». Il se retrouve dans le camp de la ferme de Qinghe pendant deux ans (1961-1962), il y décrit la famine qui touche les détenus, l'absence de réelle rébellion de ces derniers mais aussi le comportement « convenable » des gardiens. Il est interné dans la « section 585 », un « mouroir » dont il réussit à sortir en vie. À certaines périodes de sa détention, Harry Wu ne pèse pas plus de 36 kilogrammes. En 1965, il parvient, avec deux autres prisonniers, à sortir du camp une lettre adressée à Mao Zedong, pour lui demander quand les « droitiers » seront libérés. Il est alors condamné au cachot « qui le laisse à l'article de la mort ».
À partir de 1969, il est classé comme « prisonnier libre » dans un camp du Shanxi, il y est mineur de fond pendant 9 ans. Les conditions de détention du « travailleur libre » sont similaires  à celles des condamnés à la réforme par le travail. Ils sont mal nourris, toujours séparés de leur famille, sans lien avec l'extérieur si ce n'est à travers les flots de propagande déversés continuellement par les haut-parleurs du camp et les lectures obligatoires « qui les guideront tout au long de la réforme idéologique ».

### Libération et réhabilitation (1979) puis émigration aux États-Unis (1985)
À la suite des bouleversements politiques consécutifs à la mort de Mao Zedong et la chute de la bande des Quatre en 1976, il est libéré en 1979 après avoir purgé sa peine de dix-neuf ans et être passé  par douze camps différents. Réhabilité politiquement, il obtient en 1980 un poste d'enseignant à l'université de géoscience à Wuhan, poste qu'il occupe jusqu'en 1985. La même année, ayant reçu de l'université de Berkeley en Californie une proposition à y travailler comme chercheur invité jusqu'en 1987, il quitte son pays pour les États-Unis. Le poste n'étant pas rémunéré, pour gagner sa vie, il travaille la nuit dans un magasin de beignets à San Francisco. Il est ensuite recruté comme chercheur par l'Institut Hoover, boîte à idées conservatrice sise à l'université Stanford.

### Campagne contre le laogai (1991-2016)
Cependant, les camps le hantent, et en 1991 il décide de retourner en Chine afin de filmer clandestinement la réalité des camps de travaux forcés du régime communiste chinois pour le magazine d'information américain 60 Minutes avec Ed Bradley. Diffusé sur le réseau de télévision CBS le 15 septembre 1991, il remporta les Emmy Awards.
Le 1er novembre 1991, la Chine publie son premier livre blanc, intitulé The Human Rights Situation in China. Elle y répond aux détracteurs de la pratique des travaux forcés, au rang desquels figure Harry Wu.
En 1992, Harry Wu fonde, avec le Français Jean Pasqualini, la Laogai Research Foundation à Washington DC, avec le soutien de la NED,. Wu a rencontré à Paris celui qui fut Prisonnier de Mao entre 1957 et 1964 : « nous nous sommes questionnés, auscultés, abordant des points de détails si infimes que seul un ancien prisonnier de camp pouvait vraiment être au courant ». Dotée d'un budget annuel de 1 million de francs de l'époque, la Fondation fait travailler plus d'une dizaine d'enquêteurs.
En 1992, Harry Wu rencontre pour la première fois le dalaï-lama aux États-Unis.
En 1993, la lettre à l'ONU d'un détenu, Chen Pokong, dénonçant le travail forcé dans le laogaï, abonde dans le sens des accusations de Harry Wu. Celui-ci alerte le gouvernement américain, qui interdit d'importer les produits confectionnés dans ces conditions. L'Europe n'a aucune législation en la matière,.
En janvier 1995, Human Rights Watch/Asia et Human Rights in China présentent un document secret du bureau de la sécurité publique élaboré en mai 1994, donnant le nom de 49 personnes qui ne sont pas autorisées à pénétrer en Chine, Harry Wu en fait partie.
Harry Wu est naturalisé américain en 1994. Il prend à nouveau le risque de retourner en Chine en 1995, mais cette fois-ci il est arrêté à la frontière chinoise, gardé en détention pendant soixante-six jours, condamné pour espionnage à quinze ans de camp, pour être finalement expulsé à la suite des pressions américaines, les autorités américaines menaçant la Chine du boycott par Hillary Clinton d'une conférence de l'ONU à Pékin,. Malgré cet emprisonnement, Harry Wu envisageait de retourner dans son pays : « Je suis sur la liste des personnes les plus recherchées, mais ils n’ont pas pu m’empêcher de retourner en Chine, et ils ne pourront pas m’empêcher à l’avenir... La Chine n’appartient pas aux communistes ». Quand on lui demande pourquoi il est revenu si souvent en Chine alors que le danger était si grand, il répond : « Je ne peux pas tourner le dos à ma patrie ». En 2002, Hong Kong lui refuse l'entrée sur son territoire alléguant un problème de sécurité.
Il fait campagne, avec succès, pour présenter le terme « laogaï » dans l'Oxford English Dictionary où il est entré en 2003, suivi en 2005 dans le Duden, un dictionnaire de la langue allemande, et en 2006 dans des dictionnaires de la langue italienne et française.
En avril 2008, il dirige le Yahoo! Human Rights Fund. Ce fonds visant à soutenir les familles des cyber-dissidents chinois emprisonnés est lancé par Yahoo!, alors accusé de collaborer avec le gouvernement chinois pour arrêter des opposants, dont le journaliste Shi Tao.
En novembre 2008, il inaugure, à Washington, le musée du laogaï, « afin de commémorer la mémoire des milliers de victimes de ces camps et d’éduquer le public sur les atrocités commises par le régime communiste chinois ». Le musée présente l'histoire et la structure du système pénitentiaire chinois au moyen de photographies, de documents officiels et d'uniformes de détenus provenant des archives personnelles de Harry Wu ou de dons d'anciens détenus.
À partir de 2002, Harry Wu s'investit, aux côtés de Chen Kuide, dans le site web Guancha (littéralement « l'observateur ») de tendance progressiste (liberal en américain), épigone du journal progressiste du même nom paraissant à Shanghaï dans les années 1940. En 2012, l'ordre du jour de ce site devient nettement politique, directement lié aux clauses la charte 08. Son comité de lecture comprend, outre Harry Wu, Yu Jie, Zhang Dajun et Yang Lili, ce qui fait dire que le journal est désormais entre les mains de Chrétiens.
En 2012, avec la Fondation pour la recherche sur le laogaï, il organise une conférence sur les laogaï au Tibet, à laquelle Ghang Lhamo et d'autres anciens prisonniers tibétains participent.
Il a aussi défendu d'autres détenus et dissidents politiques dénoncés par Pékin, dont le 14e dalaï-lama et le lauréat du prix Nobel de la paix de 2010 Liu Xiaobo, condamné en 2009 à une lourde peine de prison pour « incitation à la subversion du pouvoir de l'État » selon le gouvernement chinois ou pour avoir préconisé des réformes politiques selon le journaliste Christopher Bodeen,).
En 2013, la Chine a mis fin officiellement au laogaï et aux travaux forcés (la réforme par le travail) ainsi qu'à une forme de détention moins sévère, le laojiao (la réforme par l'éducation) bien que le travail pénal demeure un élément clé du système carcéral chinois.

## Honneurs
Harry Wu a reçu diverses distinctions : en 1991 le prix Liberté de la Fédération hongroise des défenseurs de la liberté, en 1994 le Prix Martin Ennals pour les droits humains de la Fondation Suisse Martin Ennals, en 1996 la Geuzenpenning (en), médaille de la Liberté de la Fondation néerlandaise pour la Résistance de la Seconde Guerre mondiale. La même année, il a été fait docteur honoris causa de l'université de Saint-Louis et de l'université américaine de Paris. En 1997, Wu a reçu le Walter Judd Freedom Award. Il a été pressenti à plusieurs reprises pour le prix Nobel de la paix.

## Points de vue

### Laogaï
Harry Wu a été détenu dix-neuf ans dans le laogaï de 1960 à 1979. En 1992 il fonde la Laogai Research Foundation puis en 2008 le musée du laogaï.

#### Estimations du nombre de détenus
En 1997, Harry Wu estime à 50 millions le nombre de personnes ayant été internées dans le laogaï depuis 1949, date de la prise du pouvoir par le Parti communiste chinois. Il affirme que 6 à 8 millions de détenus sont enfermés en 1997, dont 10 % de prisonniers politiques.
Ces chiffres sont récusés par des experts du ministère américain des Affaires étrangères au motif que « Wu se fondait sur des données obsolètes et des suppositions injustifées ».
Pour 1995, l'universitaire James D. Seymour estime le chiffre à 1,5 million de détenus en se basant sur un effectif de 300 000 pour le personnel pénitentiaire et un taux de 1 membre de ce personnel pour 5 détenus.
Pour sa part, le sinologue Jean-Luc Domenach, dans son ouvrage Chine : L'archipel oublié, avance qu'en 1952, le nombre de prisonniers serait de 10 millions. Entre 1966 et 1968, les désordres de la révolution culturelle ont, selon lui, vraisemblablement conduit à une diminution du nombre de Chinois enfermés. Mais entre les années 1968 et 1971 avec les « répressions politique» et l'augmentation de la criminalité, le nombre de prisonniers est estimé à 11 millions d'individus vers 1971-1972. Puis commence un lent processus de régression et en 1976-1977 le nombre de prisonniers est estimé à 10 millions. Puis entre 1985 et 1988, le nombre de prisonniers serait de l'ordre de 4 à 5,7 millions non compris «les victimes d'internements illégaux» »).
Les chiffres officiels, cités par James D. Seymour, sont de 10 millions de détenus entre 1949 et 1995, 5,92 millions (prison + rééducation par le travail) entre 1979 et 1998 et 3,84 millions entre 1983 et 1995, chiffres qu'il trouve peu crédibles.

#### Comparaison avec le goulag et les camps de concentration nazis
Harry Wu compare le laogaï au goulag soviétique et aux camps de concentration nazis,, il estime que le système concentrationnaire chinois a conduit au décès de millions de prisonniers politiques et d'intellectuels. L'historienne et sinologue Marie-Claire Bergère, dans une lecture critique de l'ouvrage La récidive. Révolution russe, révolution chinoise de l'universitaire Lucien Bianco, indique à propos d'un chapitre comparant le goulag soviétique et le laogai chinois : « Le premier a servi de modèle et de référence au second, et tous deux à leur manière sont également cruels et destructeurs d’humanité ». Pour l'historien Sylvain Boulouque la Chine a copié le goulag, l'idéologie est la base du dispositif.
Pour les universitaires James D. Seymour et Michael R. Anderson, auteurs d'une enquête sur le système pénitentiaire chinois à la fin des années 1990 (New Ghosts, Old Ghosts), « le laogaï, même sous sa forme la plus sévère, n'est pas, comme certains le prétendent, l'équivalent du goulag soviétique ».

#### Production du laogaï
Pour Harry Wu, le fruit du travail des détenus du laogaï, écoulé sur le marché intérieur aussi bien qu'à l'étranger, est un rouage essentiel de l'économie nationale.
De leur côté, James D. Seymour et Richard Anderson, dans l'enquête qu'ils ont consacrée au système pénitentiaires chinois à la fin des années 1990, rabaissent l'importance économique des travaux forcés en Chine : « La production des prisons n'apporte pas grand chose au produit intérieur brut, concluent-ils ». Contrairement à Wu, ils affirment que le travail pénitentiaire en Chine est loin d'être rentable et qu'il constitue une perte nette pour l'économie nationale plutôt qu'un avantage. En 1988, la production totale des prisons du pays – 4 milliards de yuan – se montait à peine à 0,2 % de la production agricole et industrielle de la RPC. Une étude officielle, publiée en 1990, indiquait que la production des entreprises carcérales en 1988 ne couvrait pas plus de 85 % des dépenses nécessaires au maintien en état du système pénitentiaire. Pour Jean-Luc Domenach, le système pénitentiaire de la RPC n'était pas régi par les règles de la rationalité économique, il avait été conçu en vue d'objectifs politiques et sortait d'un moule militaire.

#### Prélèvement d'organes sur des prisonniers chinois
Des enquêtes et des rapports attestent l'existence de prélèvements forcés d'organes en Chine. Selon l'hebdomadaire protestant Réforme, dans les années 1990, les autorités chinoises récupèrent les organes sur les prisonniers des laogaï afin de les transplanter sur des membres du Parti communiste chinois ou sur de riches étrangers,,.
En 2000, dans son ouvrage Danse pas avec la Chine, Harry Wu affirme que le trafic d’organes en Chine permet à l’Armée populaire de libération de trouver des financements. Il affirme que les prisonniers sont tués d'une balle dans la tête afin de préserver les organes.

#### Allégations de prélèvements d'organes sur des pratiquants du Falun Gong
Pour un article plus général, voir Prélèvements forcés d'organes en Chine.
À la suite de la publication, en mars 2006, par Epoch Times, journal lié au Falun Gong, d’un article alléguant l’existence d’un camp de concentration et de prélèvement d'organes à vif d’adhérents du Falun Gong à l'hôpital de Sujiatun, à Shenyang, dans le Liaoning, Harry Wu fait parvenir à divers parlementaires et journalistes américains ce qu'il pense de la situation : tout d'abord, d'après les résultats d'une enquête effectuée sur place, le camp de concentration de Sujiatun et ses 6 000 détenus n'existent pas. Ensuite, si depuis plus de 20 ans les organes de condamnés à mort exécutés sont prélevés en Chine, des prélèvements à vif à l'échelle de 4 500 sont impossibles et infaisables. Enfin, le vol d'organes de membres du Falun Gong n'est absolument pas crédible.
Harry Wu confirme que des organes sont prélevés sur des prisonniers et vendus, mais remet en question la prétendue recrudescence de transplantations et de ventes d'organes qu'auraient subie les membres du Falun Gong, en raison de l'absence de preuve ou de témoignage direct. Il estime que les affirmations de traitement comparable à celui des victimes du camp d'Auschwitz mises en avant par le Falun Gong risquent d'être considérées comme de la « propagande politique. Quoi qu'il en soit, à son avis, « le gouvernement communiste chinois est un mauvais régime qui commet de nombreuses atrocités, dont la persécution du Falun Gong ».

### Expositions de corps de Chinois
Harry Wu est convaincu que des corps présentés lors de l’exposition Bodies: The Exhibition sont ceux de condamnés à mort chinois, et parvient à la faire interdire dans certains États américains.

### Prédictions de l'effondrement du régime communiste chinois
En 2001, Harry Wu, interrogé par le journaliste Anthony C. Lobaido pour le compte de WorldNetDaily.com, prédit que « ce qui s'est produit à Moscou se produira bientôt à Pékin ». Selon lui, « le système communiste est en train de s'effondrer »[réf. nécessaire]. En 2013, lors d'une interview sur CNN, il déclarait être sûr que le système communiste s'effondrerait en Chine.

## Lectures critiques
Alain Peyrefitte, auteur de Quand la Chine s'éveillera… le monde tremblera en 1973, indique avoir lu avec émotion Le Laogaï et Vents amers, par contre il a moins apprécié Retour au laogaï.

## Décès
Harry Wu est mort à l'âge de 79 ans au Honduras où il séjournait chez des amis. Il laisse derrière lui son épouse, Ching Lee, et leur fils, Harrison Lee Wu, qui vit en Virginie.

## Publications
- Laogai, le goulag chinois Édition Dagorno, 1997[67].
- (en) avec Carolyn Wakeman, Bitter Winds: A Memoir of My Years in China's Gulag, Wiley, 1994, 290 p. - (fr) Vents amers, préface de Danielle Mitterrand, introduction de Jean Pasqualini, traduit de l'anglais par Béatrice Laroche, couverture calligraphie de Fabienne Verdier, Éditions Bleu de Chine, 1994.
- Retour au laogai : la vérité sur les camps de la mort dans la Chine d'aujourd' hui avec George Vecsey (en) (Belfond, 1996) (va de son arrestation de 1995 à sa libération).
- Danse pas avec la Chine[68] (Indigène, 2000),  (ISBN 2-911939-22-0).
- (en) Troublemaker (1996), un rapport des voyages clandestins de Wu en Chine et de sa détention en 1995.
- (en) Thunderstorm in the Night (2003), premier livre de Wu en chinois (autobiographie).